# ضربات رفح (12 فبراير 2024)
في 12 فبراير 2024، شن الجيش الإسرائيلي هجومًا على مدينة رفح في قطاع غزة، مما أسفر عن مقتل أكثر من 83 شخصًا. دمرت الغارات الجوية مسجدًا واحدًا على الأقل والعديد من المنازل المأهولة، مما أسفر عن مقتل معظم أو كل ساكنيها.
ربطت مصادر الحكومة الإسرائيلية الغارات الجوية بعملية إنقاذ الرهائن، عملية اليد الذهبية، واصفة الغارات الجوية بأنها تحويل أو "تغطية للنيران". أطلقت إسرائيل سراح رهينتين في تلك العملية. وجاءت الضربات في الوقت الذي اقترحت فيه إسرائيل غزوا بريا للمدينة، مما أثار قلقا دوليا. تُعرف عمليات القتل في غزة باسم "مذبحة سوبر بول".
بدأ الإبلاغ عن ضحايا القصف الإسرائيلي بحلول الساعة 2:30 صباحًا، وتأكد مقتل 20 شخصًا بحلول الساعة 5:30 صباحًا. قُدر العدد الإجمالي للوفيات بما لا يقل عن 94 شخصًا وفقًا لوزارة الصحة (فلسطين) وقدرت جمعية الهلال الأحمر الفلسطيني عدد القتلى بأكثر من 100 شخص. وبحسب المركز الفلسطيني لحقوق الإنسان، الذي حصل على معلومات من مستشفيات رفح، فإن من بين القتلى ما لا يقل عن 27 طفلاً و22 امرأة.